# Audoghast
Audoghast (ook bekend als Aoudaghost, Awadaghust, Awdughast, Awdaghusht en Awdhaghurst) was een belangrijke oase stad aan het zuidelijke einde van een transsaharahandelsroute die wordt genoemd in een aantal vroege Arabische manuscripten. De archeologische ruïnes van Tegdaoust in het zuiden van Mauritanië worden het meest genoemd als de overblijfselen van het middeleeuwse Aoudaghost. De stad is gegroeid uit een lokale oase en bereikte rond het jaar 1000 haar grootste omvang. Ze bevatte vele moskeeën en een grote markt die belangrijk was voor de wijde omgeving. Het is niet duidelijk of ze onafhankelijk was onder de lokale heersers of dat ze tot het koninkrijk Ghana behoorde. In 1054 werd de stad veroverd en geplunderd door de Almoraviden. Het oostelijker gelegen Timboektoe nam haar functie als regionale handelsstad over waarna Aoudaghost geleidelijk tot een ruïne verviel.

## Arabische bronnen
De enige gedetailleerde beschrijving die we hebben van de stad wordt gegeven door Al-Bakri in zijn boek van routes en Rijken, dat werd voltooid in 1068. Al-Bakri maakt gebruik van eerdere bronnen en het is waarschijnlijk dat zijn beschrijving van Aoudaghost komt uit de geschriften van Mohammed Yusuf al-Warraq (904-973).
"Dan naar Awdaghust, dat is een grote stad, bevolkt en gebouwd op zandgrond, over het hoofd gezien door een grote berg, helemaal kaal en ontdaan van vegetatie. ... er is een kathedraalmoskee en tal van kleinere ... Rond de stad zijn tuinen met dadelpalmen. Tarwe wordt er geteeld door graven met schoffels, en het wordt besproeid met emmers ... Uitstekende komkommers groeien er, en er zijn een paar kleine vijgenbomen en een aantal wijngaarden, maar ook de aanplant van henna die een grote oogst produceren ... [Zijn er] putten met zoet water. Runderen en schapen zijn zo talrijk ... Honing ... is overvloedig, meegebracht uit het land van de Soedan. De mensen van Awdaghust genieten van uitgebreide voordelen en enorme rijkdom. De markt is er te allen tijde vol met mensen ... De transacties zijn in goud, en zij hebben geen zilver. Het merendeel van de bewoners ... zijn inwoners van Ifriqiya (Tunesië) ... maar er zijn ook een paar mensen uit andere landen ... [Zijn eigen] slaven zijn zo talrijk, dat een persoon uit hun midden zou duizend werknemers of meer hebben.
Al-Bakri beschrijft ook de verovering van de stad door de Almoraviden, die slechts een paar jaar voordat hij zijn verslag schreef had plaatsgevonden:
"In het jaar 1054-5 'Abd Allah b. Yasin viel de stad Awdaghust binnen, een bloeiende plaats, en een grote stad met markten, talloze palmen en henna bomen .... Deze stad wordt gebruikt als de residentie van de koning van Soedan, die door de Arabieren werd genoemd Ghana... Deze (ex-) stad werd bewoond door leden van de stammenfederatie Zenata samen met Arabieren, die altijd al op gespannen voet met elkaar leefden. ... De Almoraviden geschonden de vrouwen en verklaarden alles wat ze hebben tot buit van de gemeenschap. ... De Almoraviden vervolgden de mensen van Awdaghust alleen omdat ze het gezag van de heerser van Ghana erkenden.

## Archeologie
De archeologische site van Tegdaoust vormt een kunstmatige heuvel van ongeveer 12 hectare. Het ligt ten zuiden van de Hodh depressie en 34 km ten noordoosten van het stadje Tamchakett. Opgravingen werden uitgevoerd tussen 1960 en 1976 door een team van Franse archeologen. De vroegste lagen dateren uit de 7-9e eeuw met de eerste lemen constructies in de late 9e tot begin van de 10e eeuw. Sommige stenen gebouwen werden gebouwd in de 11e eeuw. De stad lijkt gedeeltelijk te zijn verlaten aan het einde van de 12de eeuw en werd volledig verlaten voor de 15e hoewel er enige hervestiging plaatsvond twee eeuwen later.

## Fictie
De sciencefictionschrijver Bruce Sterling heeft een verhaal gewijd aan de stad in zijn collectie Crystal Express (1989 ISBN 978-0441124237). Het verhaal "Diner in Audoghast" (1985) herinnert aan een diner in een rijk koopmanshuis dat plaatsvindt op het hoogtepunt van de bruisende metropool rond het jaar 1000 na Christus. Het diner wordt beschreven waar de gasten praten over hun bedrijven en lokale zaken. Ze horen dat er een beruchte waarzegger in de stad is en ze nodigen hem uit om zich bij hun gezelschap te voegen. Hij vertelt hun de toekomst en die van de stad, dat ze zal worden vernietigd in de nabije toekomst, zodat de eens zo bloeiende metropool nog slechts een kanttekening in de geschiedenis zal zijn.